# سولاوسي الشمالية
مقاطعة سولاوسي الشمالية (بالإندونيسية: Sulawesi Utara)‏، هي إحدى مقاطعات إندونسيا. و عاصمتها مانادو.

## جزر المقاطعة
من أهم جزر المقاطعة:
- جزر تالاود
  - جزيرة كيراكيلانغ
  - جزيرة ساليبابو
  - جزيرة كاباروان
- جزر سينغيه
  - جزيرة سانغر
  - جزيرة نانيبا
  - جزيرة بوكايد
  - جزيرة سياو
  - جزيرة تاغولاندانغ
- جزيرة ليمبه
- جزيرة بوناكن
- جزيرة مانادو توا
- جزيرة ناين
- جزيرة تاليس
- جزيرة بانجكا (سولاوسي)